# Площа Повстання (станція метро, Санкт-Петербург)
59°55′54″ пн. ш. 30°21′38″ сх. д. / 59.9316° пн. ш. 30.3605° сх. д.
Площа Повстання (рос. Площадь Восстания) — станція Кіровсько-Виборзької лінії Петербурзького метрополітену, розташована між станціями «Володимирська» і «Чернишевська».
Станція відкрита 15 листопада 1955 у складі першої черги метрополітену «Автово» — «Площа Повстання». Назва пов'язана з розташуванням на площі Повстання (колишньої Знам'янської площі).
15 грудня 2011 року Радою щодо збереження культурної спадщини станція внесена до Єдиного державного реєстру об'єктів культурної спадщини регіонального значення.

## Технічна характеристика
Конструкція станції —  пілонна трисклепінна (глибина закладення — 58 м)
На станції два похилих тристрічкових ходи, що починаються з торців станції.

## Вестибулі і пересадки
З центру залу починається перехід на станцію «Маяковська» по чотирьох ескалаторах, причому три з них працюють на підйом, а один на спуск. Раніше їх було три, при реконструкції в 1993 році були використані вузькі балюстради. Крім того, перейти на станцію «Маяковська» можна по тунелю, що починається в південному торці станції (суміщений з виходом до Московського вокзалу).
Вихід у місто на площу Повстання, Ліговський проспект, Невський проспект, до вулиць Повстання і Гончарної. Також до пасажирських платформ Московського вокзалу.
Південний вихід було відкрито 13 серпня 1960 року.

## Колійний розвиток
Станція «Площа Повстання» будувалася як кінцева станція першої черги Кіровсько-Виборзької лінії. За нею розташовано оборотний тупик, який переходить у СЗГ з Невсько-Василеостровською лінією.

## Оздоблення
Тема оформлення станції — «Жовтневе збройне повстання 1917 року».
Північний наземний вестибюль є ротондою в класичному стилі з прибудованими по сторонам ризалітами. Композицію завершує велика ротонда зі шпилем, на якому спочатку перебувала зірка, потім, після установки на площі Повстання обеліска, красувалася буква «М» в лавровому вінку. Її прибрали у зв'язку з небезпекою обвалення. Стіни теплого відтінку, білі колони і така же стеля добре гармонують один з одним. Південний наземний вестибюль вбудований в правому крилі Московського вокзалу.
У залі станції «Площа Повстання» світло й ошатно, виблискують білизною напівкруглі склепіння, якщо на них поглянути здалека, з боку ескалаторів, вони нагадують мереживне плетиво. На «Площі Повстання» найнижчий цоколь — мармурове облицювання — піднімається у висоту всього на 60 сантиметрів. Склепіння пересічене сліпуче білими ліпними арками. Вони здаються легкими, майже невагомими завдяки вбудованим в них світлових дуг. Освітлювальний пристрій на цій станції не є деталлю інтер'єру (внутрішнього оздоблення) як будь-яка підвісна арматура. Воно входить до архітектурного рішення залу як його невід'ємна органічна частина. З боку центральної зали пілони прикрашені декоративними решітками в круглих вентиляційних отворах і рельєфами круглої форми. На першому з них збереглося зображення І. В. Сталіна. Це єдиний в петербурзькому метро його образ, залишений після 1961 року. Торцеву стіну центрального підземного залу прикрашав барельєфний портрет В. І. Леніна, його було демонтовано при облаштуванні другого виходу.
Колійні стіни прикрашені червоним мармуром і декоративним ліпним карнизом. У нижній частині смуга плитки чорного кольору, як і на інших станціях першої черги. На колійних стінах встановлені декоративні ґрати з написом «1955», по року відкриття станції. Це єдина станція в Петербурзькому метрополітені з вигнутими колійними стінами. Посадочні платформи освітлюються багато декорованими люстрами, в оформленні яких використовуються серп і молот, а також п'ятикутні зірки. У 1993 році підлога на платформах була замінена з асфальтової на гранітну, причому граніт на двох різних платформах неоднорідний - платформа в бік «Чернишевської» викладена сірим гранітом, а платформа в бік «Володимирської» — червоним.
Стіна навпроти ескалаторного нахилу була обкладена мармуром, на ній висів текст указу Президії Верховної Ради СРСР про присвоєння метрополітену імені В. І. Леніна. Після падіння Радянської влади під час реконструкції переходу на «Маяковська» в 1992 році цей указ було знято.

## Перспективи розвитку
Планується, що «Площа Повстання» стане пересадковою на станцію «Знаменська» Красносільсько-Калінінської лінії

## Ресурси Інтернету
- «Площа Повстанняя» на metro.vpeterburge.ru [Архівовано 23 жовтня 2013 у Wayback Machine.](рос.)
- «Площа Повстання» на ometro.net (рос.)
- Санкт-Петербург. Петроград. Ленінград: Енциклопедичний довідник. «Площа Повстання» (рос.)
- Фотографії пл. Повстання - Знам'янської площі (рос.)
- «Площа Повстання» на сайті citywalls.ru [Архівовано 4 березня 2016 у Wayback Machine.] (рос.)